# 莫斯哈姆魏爾湖

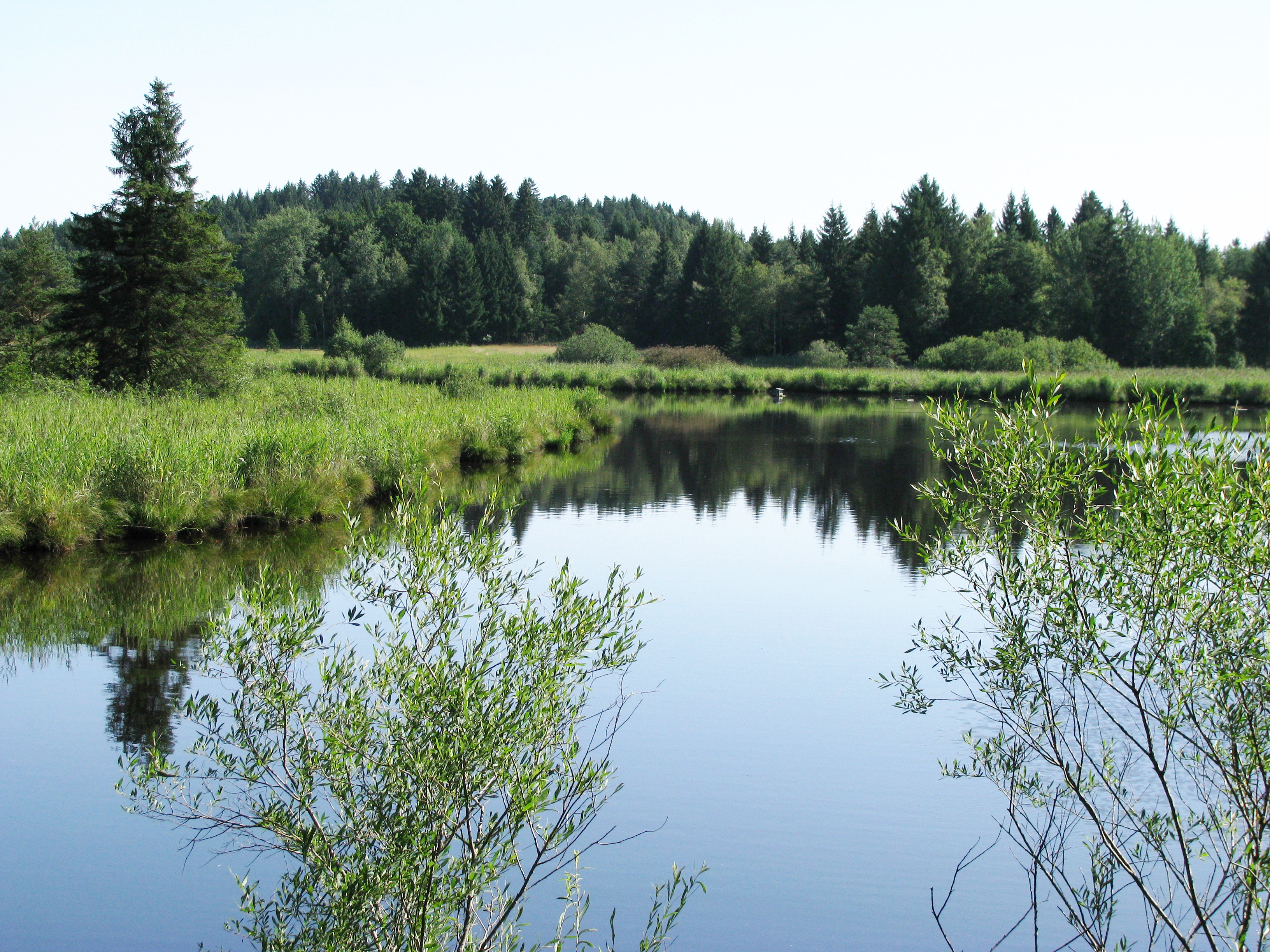

47°54′23″N 11°31′28″E / 47.906332°N 11.524419°E
莫斯哈姆魏爾湖（德語：Mooshamer Weiher），是德國的人工湖泊，位於該國東南部，由巴伐利亞州負責管轄，處於埃格靈，長0.4公里、寬0.1公里，面積0.02平方公里，海拔高度635米。